# Surselva
Surselva je údolí v kantonu Graubünden ve východní části Švýcarska.

## Název

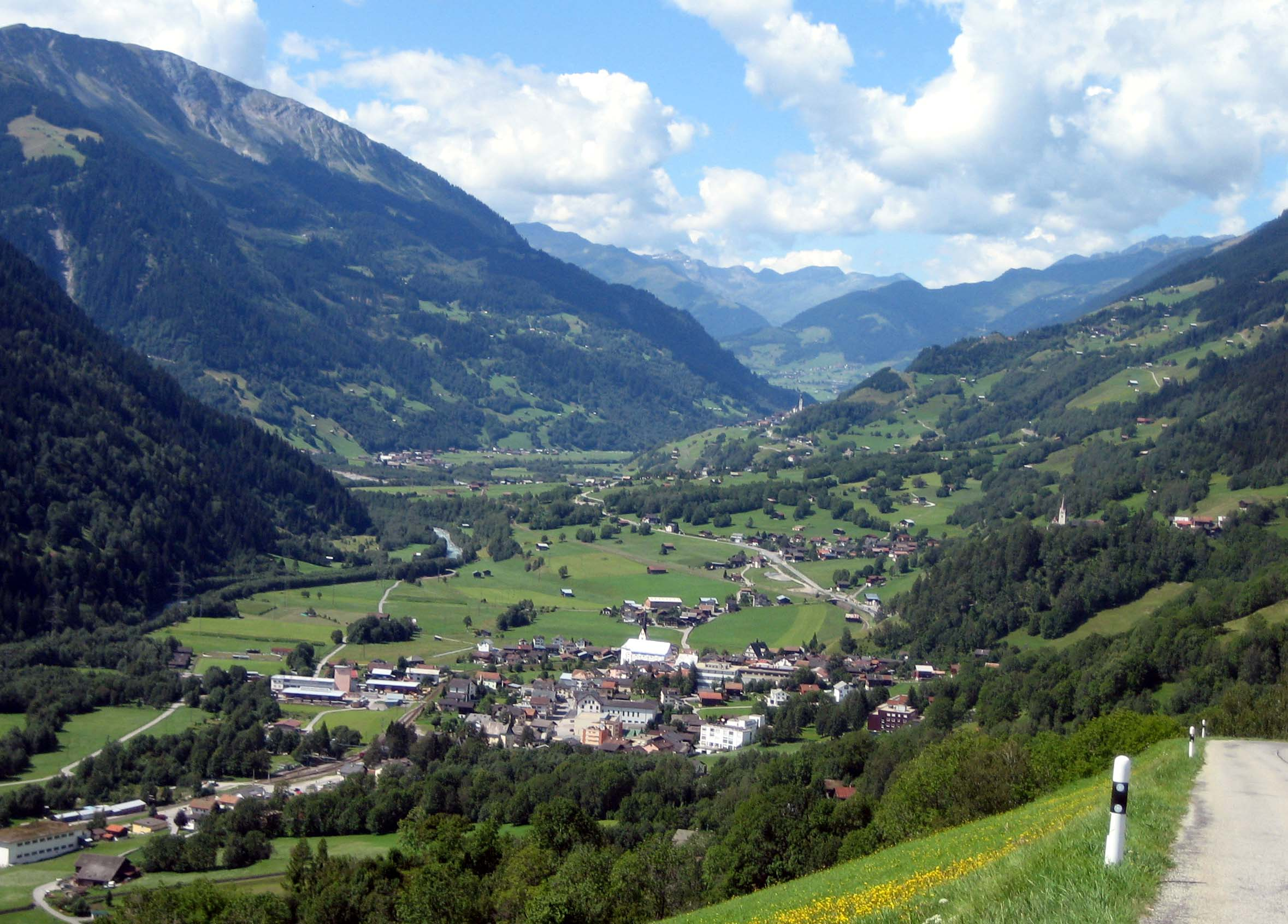
Střední část údolí u Trunu

Rétorománský název Surselva znamená „nad lesem“. Les odkazuje na dosud nedotčený tzv. Velký les (rétorománsky Uaul Grond) v oblasti postglaciálního sesuvu u obce Flims nebo rýnské soutěsky, zvané Ruinaulta. Tato suťová oblast byla pro zemědělství bezcenná kvůli reliéfu, ale také proto, že zde není povrchová voda, proto nebyla od počátku prvního doloženého lidského osídlení v době bronzové obhospodařována a lesní plocha se tak zachovala celistvá. Na jižní straně rýnské soutěsky se nachází les také v těch oblastech, kde je podloží tvořeno sesuvnými sutěmi.

## Geografie

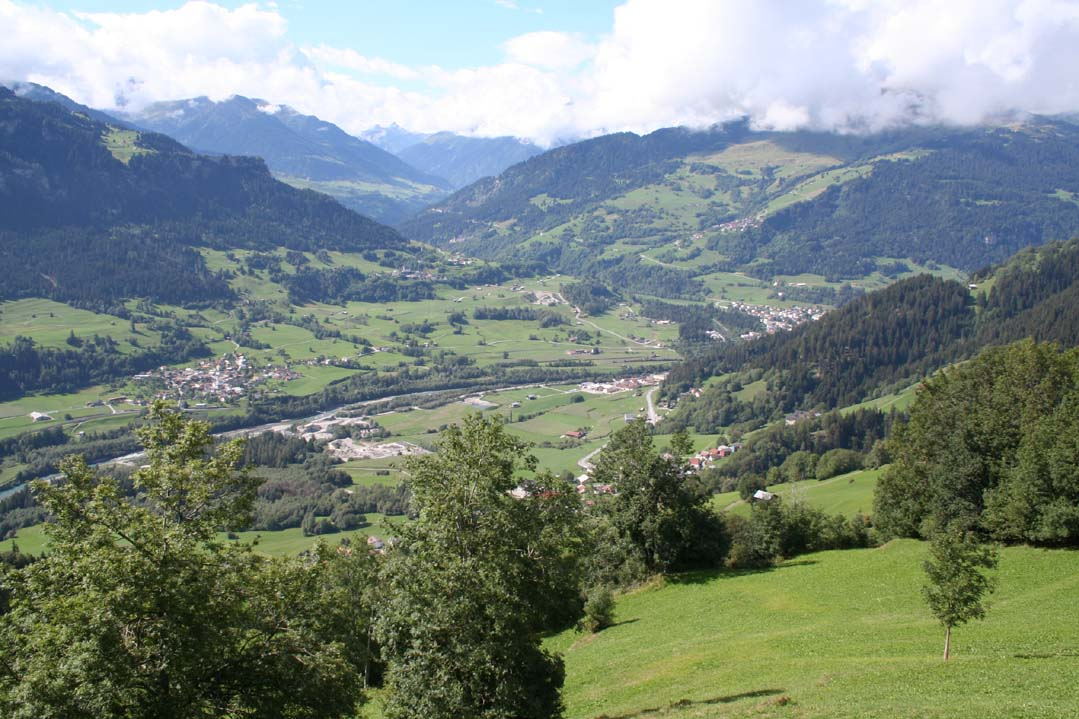
Dolní Surselva u Ilanzu

Údolí se táhne se od průsmyku Oberalppass na západě až po soutok s Zadním Rýnem u Reichenau na východě. V převážné většině délky jím protéká Přední Rýn, jedna ze zdrojnic Rýna, společně se svými přítoky (např. Medelský Rýn). Hlavními městy údolí jsou Ilanz/Glion a Disentis/Mustér. Horní část Surselvy (kolem Disentisu) se nazývá Cadi, dolní část (kolem Ilanzu) pak Gruob (rétorománsky Foppa); k nejnižší části patří také rýnská soutěska Ruinaulta. Okres Surselva, který vznikl v roce 2016 a je totožný s okresem Surselva vzniklým v roce 2001, zahrnuje kromě hlavního údolí také údolí Val Medel, Val Sumvitg, Val Lumnezia, Valser Tal a Safiental, všechna nacházející se po pravé straně údolí.
V němčině je používán také název Bündner Oberland, a to zejména pro románsky mluvící část Surselvy.

## Příroda
Hlavní část údolí tvoří především lesy a pastviny. Osídlení pokrývá jen malou část území. V bočních údolích se dosud nacházejí neporušená vrchoviště a vysokohorské louky.
Surselva je domovem mnoha divokých zvířat, jako jsou kozorožci, kamzíci, jeleni a srnci. Od 90. let 20. století se v horní části Surselvy občas objevují rysi, kteří sem migrují pravděpodobně ze západních švýcarských Alp. Mezi Andiastem a Ilanzem severně od Rýna migroval v letech 2002–2010 nejméně jeden vlk z Itálie. Skutečnost, že v Surselvě žije poměrně početná populace tetřeva hlušce, je známkou neporušené a nenarušené přírody.
Mezi významné horské vrcholy patří Piz Terri (3149 m), Fanellahorn (3124 m), Piz Greina (3124 m), Furggeltihorn (3043 m), Faltschonhorn (3022 m), Tomülhorn (2946 m), Piz Val Gronda (2820 m), Pazolastock (2739 m), Alperschällihorn (3038 m) a Piz Mundaun (2063 m).
Mezi horské chaty provozované Švýcarským alpským klubem (SAC) patří Badushütte, Cavardirashütte, Läntahütte, Medelserhütte, Maighelshütte, Puntegliashütte a Terrihütte.

## Historie

Střední část Surselvy na snímku z roku 1954

Ve vrcholném středověku se podél Předního Rýna a v jeho bočních údolích vytvořila panství a první soudní obce. Po obnovení tzv. Šedé ligy (Graubund) v roce 1424 zde vzniklo osm vrchnostenských soudů, z nichž čtyři se nacházely v oblasti Surselvy: Disentis, Lumnezia, Gruob a Waltensburg. Dvůr ve Flimsu se stal součástí vrchnostenského soudu v Rhäzüns, zatímco dvůr v Tennau byl se Surselvou spojen pouze svou soudní organizací. Dvorské obce se po roce 1424 vyvinuly ve skutečné držitele státní moci. V roce 1734 se dvůr Waltensburg rozdělil na reformovaný waltensburský dvůr a katolický dvůr Rueun s vesnicemi Rueun, Andiast, Schlans, Siat a Pigniu. Trun byl od samého počátku centrem Šedé ligy a Ilanz, kde se konal sněm společné republiky tří lig, byl předměstím republiky střídavě s Davosem a Churem. Helvétská éra neměla na struktury Surselvy trvalý vliv. V roce 1851 nahradily staré vrchnostenské soudy nové okresní a krajské soudy. Oblast Surselvy nyní zahrnovala okres Vorderrhein s okresem Disentis (nově s obcí Schlans) a okres Glenner s okresy Ilanz (nově s obcemi Laax a Sevgein), Lugnez (s Vals) a Rueun (nově s Waltensburgem) a také Obersaxen. Flims se připojil k Trinu jako okres Trins v okrese Imboden a Tenna a Safien vytvořily kraj Safien v okrese Heinzenberg (od roku 2001 okres Surselva). Po roce 1851 a 1854, se vznikem nové kantonální ústavy, vznikly ze zrušených bývalých místních částí a dvorských obcí moderní politické obce.
V roce 1769 ztroskotaly plány na stavbu silnice Walensee – Panix – Lukmanier – Langensee a po roce 1850 projekt železnice přes průsmyky Lukmanierpass a Tödi-Greina. Navzdory rozšíření silnice Vorderrheinstrasse po roce 1840 a výstavbě vedlejších silnic po roce 1870 se v zapadlém zemědělském regionu nerozvíjel téměř žádný průmysl. Průmysl se usadil pouze v Trunu a hotelnictví vzkvétalo pouze ve Flimsu. Napojení na Rhétskou dráhu v roce 1912 (železniční trať do Disentisu) a na dráhu Furka-Oberalp-Bahn v roce 1926 oživilo cestovní ruch, ale až do druhé světové války příliš nezměnilo hospodářskou strukturu. Po druhé světové válce vedlo rozšíření vodních elektráren (Patvag, elektrárna Frisal, elektrárna Vorderrhein) ke strukturální změně. V padesátých letech 20. století poklesl význam zemědělství ve prospěch stavebnictví a dopravy, než začal rychlý rozvoj Surselvy ve významný turistický region (zejména zimní sporty). Současně došlo k rozsáhlé strukturální reorganizaci zemědělství. Vznikalo stále více regionálních družstev, například v roce 1967 sdružení Pro Surselva a v roce 1977 Sdružení obcí Surselva. V Surselvě, kdysi centru rétorománského jazyka a kultury, se během hospodářských a společenských změn od roku 1960 obyvatelstvo stalo dvojjazyčným.

## Jazyky

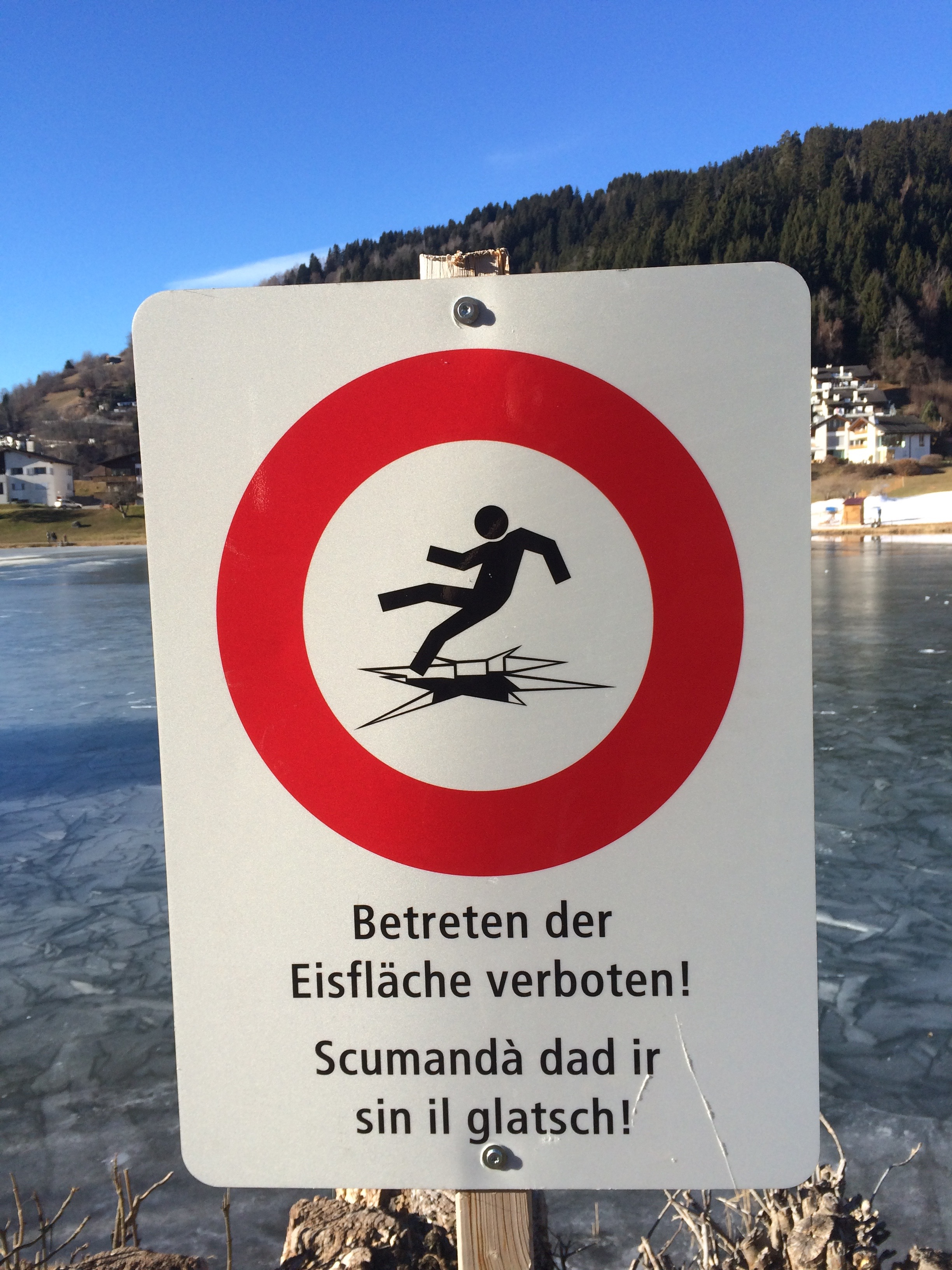
Dvojjazyčná cedule (v němčině a rétorománštině) na jezeře Laaxersee

Ve většině obcí v Surselvě je úředním jazykem sursilvan, místní idiom rétorománštiny. Surselva je jednou z oblastí s nejsilnější pozicí rétorománštiny; na rozdíl od jiných oblastí kantonu Graubünden zde není vystavena tak silnému tlaku němčiny a ve většině obcí ji ovládá až okolo 90 % obyvatel; mnoho obyvatel je však bilingvních. Pouze v Safientalu a obcích Vals a Obersaxen Mundaun, což jsou staré walserské osady, se mluví většinově německy.

## Hospodářství
Hlavními hospodářskými odvětvími jsou drobné místní podniky, zemědělství a cestovní ruch, tradičně také těžba krystalu. V údolí sídlí pouze několik výrobních podniků nebo podniků poskytujících služby. Výrobce lyží Zai z Disentisu je známý i mimo region.

## Doprava

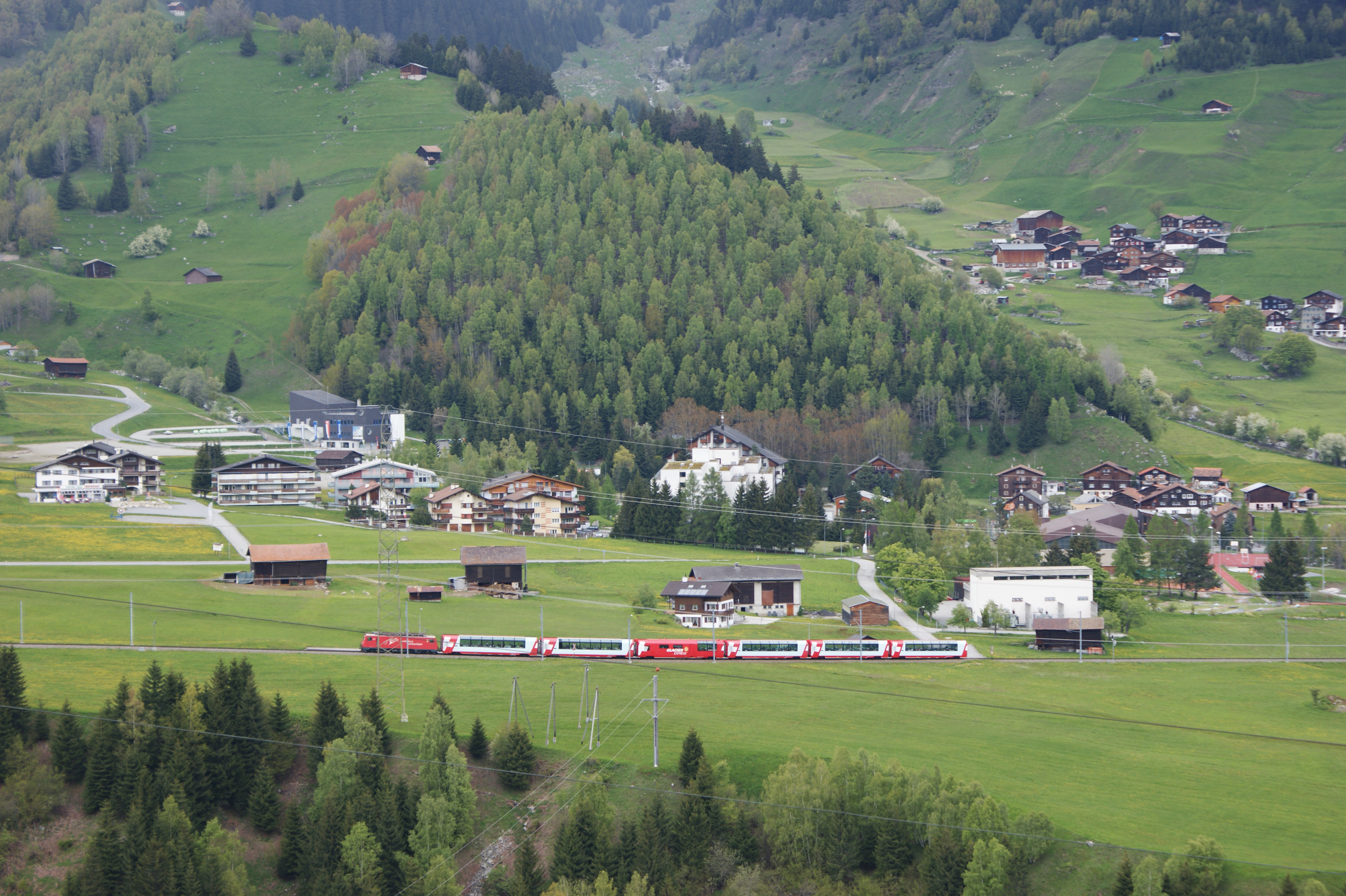
Glacier Express při průjezdu Disentisem

Až do poloviny 19. století nevedla do údolí Surselva žádná sjízdná silnice; údolí bylo otevřeno světu díky cestě přes Flims až v roce 1846. V roce 1858 silnice dosáhla Disentisu a začala fungovat pošta, zajišťovaná koňskými povozy. V roce 1879 byla postavena silnice do Valsu, v roce 1885 do Safientalu, v roce 1887 přes Val Lumnezia do Vrinu a v roce 1894 do Obersaxenu.
Od roku 1903 jezdí Rhétská dráha (RhB) do Ilanzu a od roku 1912 do Disentisu. Dráha Matterhorn Gotthard Bahn (nástupnická společnost Furka-Oberalp-Bahn) se v Disentisu připojuje k surselvské trati RhB a zajišťuje spojení s Gotthardskou dráhou. Obě tratě mají úzký (metrový) rozchod kolejí. Od roku 1922 je trať RhB elektrifikována a od roku 1930 po trati jezdí také světoznámý panoramatický vlak Glacier Express. Na východě je napojení na železnici Švýcarských spolkových drah (SBB) v Churu. Gotthardský úpatní tunel, nejdelší železniční tunel na světě, prochází přes Tujetsch, nejhořejší úsek Surselvy. Hlavní vstupní šachta se nachází v Sedrunu, hlavním sídle obce Tujetsch. Úvahy o zřízení přestupní stanice Porta Alpina u této 800 metrů dlouhé šachty byly zamítnuty.
Souběžně s úzkokolejkou vede přes celou Surselvu hlavní silnice číslo 19 až do průsmyku Oberalppass a dále do Andermattu v kantonu Uri. V Disentis/Mustér se z ní odpojuje silnice přes průsmyk Lukmanierpass do Ticina. Přechody Kistenpass a Panixerpass na severu (do kantonu Glarus) a přes Greinu do Ticina a přes Valserberg do Rheinwaldu na jihu jsou vysokohorskými turistickými trasami. Stezka Senda Sursilvana vede přes údolí Předního Rýna.